# Kung Fu Panda – A rendkívüliség legendája
A Kung Fu Panda – A rendkívüliség legendája (eredeti cím: Kung Fu Panda: Legends of Awesomeness) 2011 és 2016 között vetített amerikai televíziós 3D-s számítógépes animációs sorozat, amely a Kung Fu Panda-filmek alapján készült. Az alkotója Peter Hastings, a rendezői Lane Lueras és Luther McLaurin, a producerei Andrew Huebner és Dean Hoff. A sorozat gyártója a DreamWorks Animation. Műfaját tekintve filmvígjáték-sorozat, akciófilm-sorozat, kalandfilmsorozat, fantasy filmsorozat és harcművészeti filmsorozat. A sorozat premierje Amerikában 2011. szeptember 19-én, míg Magyarországon 2011. november 26-án a Nickelodeon, majd az RTL Klub is bemutatta a Kölyökklub és a Jó reggelt, skacok! című műsorblokkban.

## Cselekmény
Po és az Őrjöngő Ötös továbbra is védelmezik a Béke Völgyét a betolakodóktól, ezalatt a Sárkányharcos panda teljesen felnő hivatásához.

## Szereplők
| Szereplő     | Eredeti hang    | Magyar hang      |
| ------------ | --------------- | ---------------- |
| Po           | Mick Wingert    | Gáspár András    |
| Shifu mester | Fred Tatasciore | Tahi Tóth László |
| Tigris       | Kari Wahlgren   | Zsigmond Tamara  |
| Vipera       | Lucy Liu        | Kökényessy Ági   |
| Daru         | Amir Talai      | Bor László       |
| Majom        | James Sie       | Kassai Károly    |
| Sáska        | Max Koch        | Szabó Máté       |
| Mr. Ping     | James Hong      | Harsányi Gábor   |
| Peng         | Danny Cooksey   | Posta Victor     |
| Tai Lung     | André Sogliuzzo | Kőszegi Ákos     |

- További magyar hangok: Barabás Kiss Zoltán, Bella Levente, Berzsenyi Zoltán, Boldog Gábor, Bolla Róbert, Borbiczki Ferenc, Botár Endre, Csuha Lajos, Dányi Krisztián, Faragó András, Fesztbaum Béla, Gubányi György István, Gyurity István, Illyés Mari, Juhász Zoltán, Kajtár Róbert, Kassai Ilona, Kelemen Kata, Kocsis Mariann, Kovács Nóra, Láng Balázs, Lippai László, Major Melinda, Magyar Attila, Markovics Tamás, Minárovits Péter, Nádorfi Krisztina, Németh Attila István, Orosz Ákos, Papucsek Vilmos, Peller Anna, Posta Victor, Ruttkay Laura, Seder Gábor, Straub Norbert, Szacsvay László, Szersén Gyula, Törköly Levente, Uri István, Varga T. József, Vida Péter

## Epizódok
| Évad | Évad | Epizódok | Eredeti sugárzás     | Eredeti sugárzás | Magyar sugárzás    | Magyar sugárzás   |
| Évad | Évad | Epizódok | Évadpremier          | Évadfinálé       | Évadpremier        | Évadfinálé        |
| ---- | ---- | -------- | -------------------- | ---------------- | ------------------ | ----------------- |
|      | 1    | 26       | 2011. szeptember 19. | 2012. április 5. | 2011. november 26. | 2012. október 26. |
|      | 2    | 26       | 2012. április 6.     | 2013. június 21. | 2012. október 24.  | 2014. október 22. |
|      | 3    | 28       | 2013. június 24.     | 2016. június 29. | 2013. február 15.  | 2016. június 1.   |

## Kritika
A műsor meglehetősen vegyes kritikát kapott. Többek elmondása szerint nem sok új dolgot mutat, erkölcsi közhelyeket hasznosít újra. Nem bántó a gyerekekre nézve, de lenyűgözni se fogja őket.